# Serratosagitta bierii
Serratosagitta bierii är en djurart som tillhör fylumet pilmaskar, och som först beskrevs av Alvarino 1961.  Serratosagitta bierii ingår i släktet Serratosagitta och familjen Sagittidae. Inga underarter finns listade i Catalogue of Life.